# Saint-Ciers-sur-Gironde
Saint-Ciers-sur-Gironde é uma comuna francesa na região administrativa da Nova Aquitânia, no departamento da Gironda. Estende-se por uma área de 38,24 km². Em 2010 a comuna tinha 3 052 habitantes (densidade: 79,8 hab./km²).